# Djent
Le djent ([dʒɛnt] ou [dɜdʒɛnt]) est un sous-genre du metal progressif. Le mot « djent » est tiré de l'onomatopée produite par le son d'une guitare accordée basse, à haut gain et forte distorsion, utilisant la technique du palm mute, employé par des groupes comme Meshuggah et SikTh. Le terme est attribué au guitariste de Meshuggah Fredrik Thordendal, mais a été popularisé par la suite sur internet par le guitariste Misha Mansoor, actuel guitariste du groupe de metal progressif Periphery (alors impliqué dans son projet solo intitulé "Bulb"). Le mot djent est à la fois utilisé pour définir le style usant de cette sonorité et le son lui-même. Cependant, certains musiciens considèrent que le Djent ne constitue pas un genre de metal à part entière .

## Histoire
Le groupe suédois Meshuggah est souvent considéré comme un des fondateurs de la technique djent. C'est sur leur premier album "Contradictions Collapse" sorti en 1991 que les premiers gimmicks et le son djent apparaissent. Fear Factory apporte également à la même période quelques caractéristiques de la scène, tel que des riffs lourds joués en accordage grave, et la présence d'une batterie électronique sur leurs enregistrements, à l'instar de Meshuggah. Néanmoins, aucun groupe ne reprend ces gimmicks avant le début des années 2000, où des groupes de metal progressif tel que SikTh et Textures adoptent le son et les rythmiques dites djent, sans néanmoins en faire la pierre angulaire de leur musique. C'est à l'aube des années 2010 que la scène djent se développe réellement, notamment depuis Internet sur des forums, avec l'aide d'internautes enthousiastes comme Misha Mansoor, dont le succès du groupe Periphery amènera le djent « du monde virtuel au monde réel. ». D'autres groupes tels que, Animals as Leaders, TesseracT,,, Volumes participeront activement au développement du genre.
La scène s'accroît rapidement et les premiers internautes de la scène, qui comprennent les membres de Chimp Spanner (en), Gizmachi, et Monuments, participent à des tournées et font paraître leurs albums,. D'autres groupes considérés djent incluent After the Burial, A Life Once Lost, Veil of Maya, Vildhjarta, Xerath, Shokran, Vola. Le groupe Born of Osiris se dit également inspiré du mouvement djent.

## Caractéristiques
La technique fondatrice de ce qui est appelé djent consiste en l'application d'une distorsion et d'un gain particulièrement élevé, le tout en restant très propre et précis (notamment grâce à l'utilisation de Noise Gates), associé à un sous accordage conséquent (allant du Drop A au drop E à l'octave), sur une guitare électrique à 7 cordes ou plus (souvent 8). Cela entraîne au jeu un son mat, particulièrement saturé, aux sonorités agressives, mais néanmoins très propre et tranchant. Le style dérivé, en raison de ses apparentés avec le metal progressif, mais aussi le metalcore et le deathcore, se caractérise souvent par une complexité rythmique et technique conséquente. Il utilise typiquement le palm mute, des riffs syncopés et des polyrythmes,. Au deathcore, le djent emprunte souvent les thématiques rythmiques récurrentes du breakdown, ou certains phrasés. Au metalcore il emprunte plutôt des rythmiques groovy et dansantes. Le djent est une musique souvent assez chargée, avec de nombreuses nappes d'atmosphères en fond rajoutant du relief à la musique, les musiciens se doivent donc d'utiliser des backing tracks en concert. Beaucoup de musiciens de la scène djent sont férus de jazz et de rock progressif. De nombreux artistes opèrent un mélange des sonorités, tel que Plini, Sithu Aye, Tigran Hamasyan, Clément Belio, Intervals, The Omnific, Hago, et Polyphia.

## Accueil
Certains membres de la communauté metal critiquent ouvertement le terme « djent », ou remettent en question sa validité en tant que genre musical. Le groupe de post-metal Rosetta ironisait en déclarant : « Peut-être qu'on devrait appeler le doom metal 'DUNNN'. » Le chanteur du groupe Lamb of God, Randy Blythe, explique : « Le djent n'existe pas, ce n'est pas un genre. »